# Silvia Corona
La Silvia Corona è una struttura geologica della superficie di Venere.